# Ліам Лоуренс
Ліам Лоуренс (англ. Liam Lawrence, нар. 14 грудня 1981, Ретфорд) — ірландський футболіст, фланговий півзахисник.
Виступав за низку англійських клубів, в тому числі і у Прем'єр-лізі з «Сандерлендом» і «Сток Сіті», а також національну збірну Ірландії.

## Клубна кар'єра
Народився в англійському місті Ретфорд в сім'ї вихідців з ірландського графства Керрі.
У дорослому футболі дебютував 1999 року виступами за «Менсфілд Таун», який виступав у четвертому за рівнем дивізіоні Англії. У сезоні 2001/02 Ліам допоміг команді здобути 3 місце і підвищитись у класі, але в наступному ж сезоні команда вилетіла назад до четвертого дивізіону. Всього за п'ять сезонів у команді Лоуренс взяв участь у 136 матчах чемпіонату.
Влітку 2004 року перейшов у «Сандерленд», з яким в першому ж сезоні виграв Чемпіоншіп та вийшов до Прем'єр-ліги, де і дебютував у сезоні 2005/06. Щоправда, за його підсумками команда зайняла останнє 20 місце і вилетіла назад до Чемпіоншіпа. 
Своєю грою за останню команду знову привернув увагу представників тренерського штабу «Сток Сіті», до складу якого приєднався на початку 2007 року на правах оренди, а вже незабаром «гончарі» викупили повністю контракт гравця. Всього Ліам відіграв за команду з міста Сток-он-Трент наступні три з половиною сезони своєї ігрової кар'єри. Більшість часу, проведеного у складі «Сток Сіті», був основним гравцем команди, а у сезоні 2007/08 допоміг команді вийти до Прем'єр-ліги, завдяки чому був визнаний найкращим гравцем клубу 2008 року.
Протягом 2010–2012 років захищав кольори «Портсмута», а також недовго грав на правах оренди в «Кардіфф Сіті».
До складу клубу ПАОК приєднався 13 серпня 2012 року, підписавши дворічний контракт. За півтора сезони встиг відіграти за клуб з Салонік 27 матчів в національному чемпіонаті.
На початку 2014 року повернувся до Англії, де виступав за нижчолігові клуби «Барнслі», «Шрусбері Таун» та «Брістоль Роверз».

## Виступи за збірну
Незважаючи на те, що Лоуренс народився в Англії, 2009 року дебютував в офіційних матчах у складі національної збірної Ірландії. 2011 року у складі збірної став переможцем Кубка націй. Наразі провів у формі головної команди країни 15 матчів, забивши 2 голи.